# 碎片化时间
碎片化时间是指由于学习或工作的安排，日常生活中会有一些较为短暂且不连续的零碎空闲时间段，如乘坐地铁或公交车去上班或上学的路上的这段时间。碎片化时间可以通过不同的方式进行利用，如利用碎片化时间进行碎片化阅读等，商业领域也发掘了碎片化时间的商机，使得碎片化消费成为一种新的消费方式。